# Nya Leipzigskolan

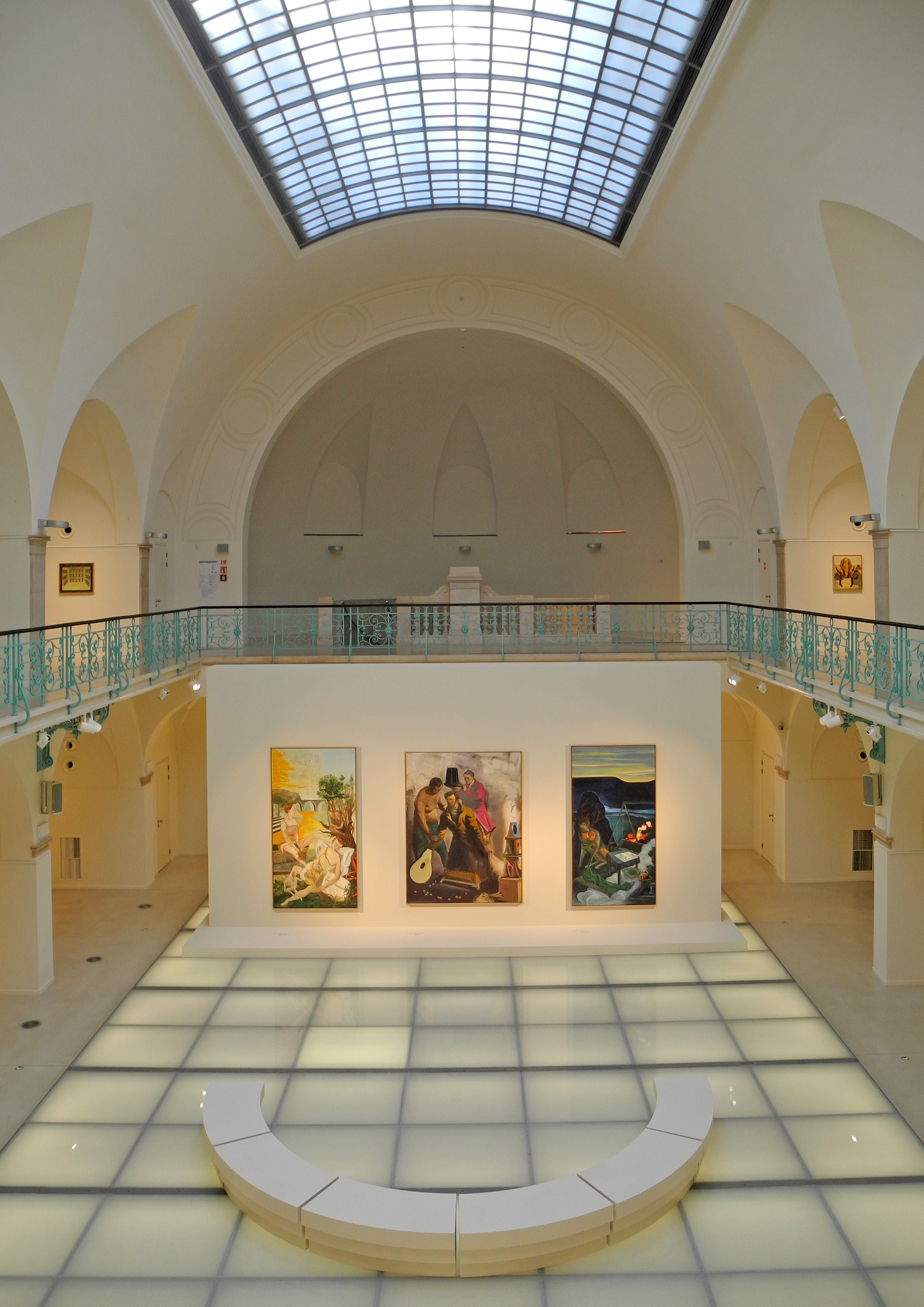
Utställning av målningar av Rosa Loy och Neo Rauch i Liberec i Tjeckien (2024)

Nya Leipzigskolan (tyska: Neue Leipziger Schule) är en strömning inom måleri med centrum i Leipzig, Tyskland. Den uppstod på 1990-talet och är förbunden med Hochschule für Grafik und Buchkunst (HGB) i Leipzig.
Den nya Leipzigskolans målare utmärker sig med klassisk västerländsk måleriteknik som under kalla kriget fortsatte att läras ut i östblocket, i kombination med inslag av abstrakt konst och popkonst förknippade med västblocket. Arno Rink, tidigare chef för HGB, har sagt att järnridån hade många välbekanta nackdelar, men "om man vill tala om en fördel, kan man säga att den tillät oss att fortsätta i Cranachs och Beckmanns tradition. Den skyddade konsten från Joseph Beuys' inflytande."
Namnet anspelar på en rad Leipzigmålare som framträdde på 1960- och 1970-talen, som Bernhard Heisig, Wolfgang Mattheuer och Werner Tübke, vilka kom att kallas för Leipzigskolan sedan de bjudits in till documenta 6 år 1977. En andra våg inkluderade Sighard Gille och Arno Rink, som många av den nya Leipzigskolans målare har haft som lärare vid HGB.
Till den nya Leipzigskolan räknas bland andra Neo Rauch, Tim Eitel, Tilo Baumgärtel, Matthias Weischer, Christian Brandl, David Schnell, Christoph Ruckhäberle, Martin Kobe, Michael Triegel, Ulf Puder, Rosa Loy och Axel Krause. En annan betydelsefull person är Gerd Harry Lybke, som driver Galerie Eigen+Art i Leipzig och Berlin.